# Cradley (West Midlands)
Cradley – osada w Anglii, w West Midlands, w dystrykcie metropolitalnym Dudley. Leży 4,9 km od miasta Dudley, 12,4 km od miasta Birmingham i 173,2 km od Londynu. W 1951 roku civil parish liczyła 9846 mieszkańców. Cradley jest wspomniana w Domesday Book (1086) jako Cradeleie.